# Pandora (novela)
Pandora es una novela escrita por la autora norteamericana Anne Rice en 1998, perteneciente a la serie Nuevas historias de vampiros.

## Argumento
La novela relata la vida de Pandora, personaje que ya ha aparecido brevemente en anteriores libros como La reina de los condenados. La historia se sitúa tras el libro de Memnoch, el Diablo y antes de El vampiro Armand.
Al inicio del libro David Talbot, antiguo líder de la Talamasca, ahora vampiro neófito, invita a Pandora a contarle sus casi dos mil años de existencia. La vampira, aunque reacia, finalmente comienza el relato de su vida, remontándose a su infancia como hija de una aristocrática y acaudalada familia de patricios romanos, cuando su nombre aún era Lydia y conoció a Marius por primera vez, cuando ella tenía diez años y él aún era humano, y cómo su familia fue traicionada víctima de las intrigas romanas, y asesinada en casi su totalidad, obligándola a huir de su casa y adoptar una nueva identidad como Pandora en Antioquía.
Durante su travesía hacia su nuevo hogar, Pandora comienza a sufrir sangrientas pesadillas en las que es obligada a beber sangre humana, y observar a una Reina que yace encadenada contra su voluntad. Deseosa de averiguar el porqué de sus extraños sueños, Pandora vuelve a reencontrarse con su antiguo amor de la infancia, Marius, quien ahora ya es un vampiro.
Subyugada por las visiones que los antiguos reyes vampíricos le envían desde su refugio en la casa de Marius, y el antiguo amor que no se ha atenuado con el paso del tiempo, Pandora sucumbe ante la mordedura de Marius, convirtiéndose en una de las que pueblan las sombras.
La sombría relación entre Pandora y la reina Akasha, a quien sirve durante décadas, termina por consumir su relación con Marius, y acabarán por separarla durante siglos de su gran amor. Hasta que se vuelvan a encontrar, tras la desaparición de la reina a la que ambos adoraron, amaron y odiaron.
- Datos: Q2600763